# Krzysztof Wilde
Krzysztof Jan Wilde (ur. 11 stycznia 1966 w Gdańsku) – polski inżynier, profesor nauk inżynieryjno-technicznych, specjalizujący się w zakresie mostownictwa, mechaniki budowli, diagnostyki i geodezyjnego monitoringu konstrukcji inżynierskich. Rektor Politechniki Gdańskiej (2019–2020, 2020–2024 oraz 2024–2028), kierownik Katedry Wytrzymałości Materiałów na Wydziale Inżynierii Lądowej i Środowiska Politechniki Gdańskiej. Członek korespondent Polskiej Akademii Nauk (od 2016).

## Życiorys
W 1989 roku ukończył studia na Wydziale Budownictwa Lądowego Politechniki Gdańskiej. W latach 1992–1995 był doktorantem na Uniwersytecie Tokijskim, tam też pracował w latach 1995–1999 i uzyskał stanowisko profesora nadzwyczajnego. Stopień doktora habilitowanego uzyskał w roku 2003, a tytuł naukowy profesora w 2009. 
Członek Komitetu Inżynierii Lądowej i Wodnej (KILiW) i przewodniczący Sekcji Mechaniki Konstrukcji i Materiałów  PAN oraz Komitetu Mechaniki PAN, KILiW.  
Dziekan Wydziału Inżynierii Lądowej i Środowiska Politechniki Gdańskiej (2004–2008 i 2016–2019), przewodniczący Zespołu specjalistycznego do spraw inwestycji służących potrzebom badań naukowych lub prac rozwojowych oraz infrastruktury informatycznej nauki w Ministerstwie Nauki i Szkolnictwa Wyższego (2015–2017). Pełnił także funkcję przewodniczącego Zespołu Ewaluacji do spraw budownictwa i architektury SI-4, Komitetu Ewaluacji Jednostek Naukowych, Ministerstwa Nauki i Szkolnictwa Wyższego. Zastępca przewodniczącego Rady Pomorskiej Okręgowej Izby Inżynierów Budownictwa oraz prezes AZS Gdańsk i członek Zarządu Głównego AZS. 
3 czerwca 2019 został wybrany rektorem Politechniki Gdańskiej. 9 kwietnia 2020 uzyskał reelekcję na zajmowane stanowisko. W lipcu tego samego roku został wybrany na przewodniczącego Rady Rektorów Województwa Pomorskiego. Następnie został wiceprzewodniczącym Konferencji Rektorów Polskich Uczelni Technicznych (KRPUT) w kadencji 2020–2024. W marcu 2024 został ponownie wybrany na stanowisko rektora Politechniki Gdańskiej.

## Dorobek naukowy
Autor i współautor ponad 200 publikacji i 5 patentów. Działalność naukowa prof. Krzysztofa Wildego i współpracowników skupiona jest na opracowaniu systemów redukcji drgań obiektów mostowych wywołanych działaniem wiatru i trzęsieniami ziemi, a także współczesnymi metodami dotyczącymi geodezyjnego monitoringu konstrukcji inżynierskich (w tym skaningu laserowego). Krzysztof Wilde prowadzi badania naukowe i prace rozwojowe związane z implementacją urządzeń i technologii diagnostyki nieniszczącej w obiektach infrastrukturalnych oraz systemów monitoringu technicznego konstrukcji.
Współzałożyciel i pierwszy przewodniczący w kadencji 2020-2022 Związku Uczelni w Gdańsku im. Daniela Fahrenheita.

## Odznaczenia i wyróżnienia
- 2019 – Złoty Medal za Zasługi dla Pracodawców Pomorza[17]
- 2020 – Indywidualna Pomorska Nagroda Jakości im. prof. Romualda Kolmana podczas XXIII edycji Konkursu o Pomorską Nagrodę Jakości
- 2023 – Odznaka Honorowa za Zasługi dla Rozwoju Gospodarki Rzeczypospolitej Polskiej[18]